# Nada Jabado
Nada Jabado OC FRSC est une professeure canadienne de pédiatrie à l'Université McGill et une médecin à l'Hôpital de Montréal pour enfants. En 2024, elle a été nommée Lauréate L'Oréal-UNESCO Pour les Femmes et la Science 2024 pour l'Amérique du Nord,,.

## Éducation
Après avoir terminé sa résidence en pédiatrie à l'Université de Paris avec une spécialisation en hémato-oncologie, Nada Jabado a poursuivi ses études à l'Institut Marie Curie à Paris pour son doctorat en immunologie. Elle a complété son stage postdoctoral en biochimie à l'Université McGill,.
Elle a débuté son programme de recherche sur les tumeurs cérébrales pédiatriques en 2003 à l'Institut de recherche du Centre universitaire de santé McGill, où elle a débuté son travail en tant que chercheuse indépendante.

## Prix
Elle est membre de la Société royale du Canada, lauréate du prix William E. Rawls de la Société canadienne du cancer en 2011  et lauréate du prix commémoratif Dr Chew Wei en recherche sur le cancer de l'Université de la Colombie-Britannique en 2020.
Elle a été nommée à l'Ordre du Canada en 2024, avec le rang d'officier.

## Articles les plus cités
- Schwartzentruber J, Korshunov A, Liu XY, Jones DT, Pfaff E, Jacob K, Sturm D, Fontebasso AM, Quang DA, Tönjes M, Hovestadt V. ... N. Jabado Driver mutations in histone H3. 3 and chromatin remodelling genes in paediatric glioblastoma. Nature. 2012 févr.;482(7384):226-31. Selon Google Scholar, il a été cité 1871 fois.
- Sturm D, Witt H, Hovestadt V, Khuong-Quang DA, Jones DT, Konermann C, Pfaff E, Tönjes M, Sill M, Bender S, Kool M.... N. Jablo. Hotspot mutations in H3F3A and IDH1 define distinct epigenetic and biological subgroups of glioblastoma. Cancer cell. . 16 octobre 2012;22(4):425-37. Selon Google Scholar, cet article a été cité 1400 fois
- Jones DT, Jäger N, Kool M, Zichner T, Hutter B, Sultan M, Cho YJ, Pugh TJ, Hovestadt V, Stütz AM, Rausch T. .. N Jabado. Dissecting the genomic complexity underlying medulloblastoma. Nature. Nature. Août 2012;488(7409):100-5. Selon Google Scholar, cet article a été cité plus de 600 fois[6].

Elle a à son actif plus de 200 publications évaluées par des pairs dans des revues telles que Nature Genetics, Nature, Science et Cell.